# Jaén (Pérou)
Pour les articles homonymes, voir Jaén.
 (mai 2008).
Si vous disposez d'ouvrages ou d'articles de référence ou si vous connaissez des sites web de qualité traitant du thème abordé ici, merci de compléter l'article en donnant les références utiles à sa vérifiabilité et en les liant à la section « Notes et références ».
Jaén est une ville péruvienne de la province de Jaén située dans le nord-ouest du pays. Depuis sa fondation Jaén fut nommé Jaén de Bracamoros en l'honneur des peuples autochtones de la région : les « Bracamoros » et ainsi la différencier de son homonyme espagnole.
C’est la deuxième ville en terme d’habitants de la région de Cajamarca avec une population estimée à 93 631 en 2015.
La  ville fut fondée en avril 1549 par l’Espagnol Diego Palomino. Le 19 mai 1828 a vu la constitution politique de la province homonyme de Jaén avec la naissance de la République du Pérou.
Elle se situe à proximité du fleuve Marañon, un des composants de l'Amazone.

## Histoire

### Premiers Habitants
L’origine de la ville remonte à la période entre 1 000 et 1 500 ans avant J-C où d’importantes établissements humains furent localisés dans les vallées dans les actuelles provinces de Jaén, Bagua y San Ignacio. On retrouve encore aujourd’hui leurs traces notamment par des pièces de céramiques. Dans la vallée de Jaén se situe le grand site archéologique de Montegrande avec la présence de monticules et de céramiques de la culture Pre-Chavin mais aussi l’immense cimetière précolombien de Bellavista. D’autres lieux similaires sont situés dans les vallées de Chamaya, Shumba, Tabaconas, Chinchipe et Utcubamba. Dans ces riches terres du nord Pérou a fleuri la culture des Jibaros, dont appartenaient les Huanbucos et Patagones. L’inca Huayna Huayna Cápac dans sa tentative de soumettre ces peuples sous l’influence du vaste empire inca, a connu une catastrophique déroute surnommée Pukamoros, mot quechua voulant dire peints en rouge, faisant référence à la coutume locale de se peindre le visage et d’autres parties du corps en rouge lors d’événements festifs et guerriers.
Les indigènes de cette région vivaient en groupes de 5 ou 10 familles. Leurs habitations étaient composés de deux parties, l’une fermée avec un toit pour se protéger de la pluie et une deuxième ouverte sur l’extérieur utilisée lorsqu’il ne pleuvait pas pour l’agriculture. Ils avaient de grandes plantations de maïs. L’agriculture était une activité qu’ils pratiquaient de même que la chasse, la pêche et l’apiculture. Ils n’avaient pas de chefs à proprement parler, mais des seigneurs principaux dirigeant 10, 20, 30, 50 ou 100 personnes. Ce développement autonome fut interrompu par le processus de colonisation, à la fin de l’année 1535 Fransisco Pizarro envoya le capitaine espagnol Juan Porcel De Padilla à la conquête des Bracamoros..

### Époque de l’invasion
Le premier des conquistadors hispaniques en incursion dans la partie nord-ouest du pays, fut le capitaine Pedro Vergara, qui est considéré comme le premier explorateur de la région et de la tribu des Pakamuros, Bracamoros et Yahuarsongo et qui a réussi à asseoir sa domination sur ces cultures par l’emploi de la force militaire.
Géographiquement la zone conquise fut l’une des quatre provinces formant la Région Orientale, regroupant les pays actuels du Pérou et de l’Equateur. Furent fondées des villes et villages du nom d’autres villes de Castille et d’Andalousie comme Jerez et celle de Jaén.

### Fondation de la première ville et processus de conquête
L’inca métisse Garcilaso de la Vega fut le premier chroniqueur a signaler que ce fut le capitaine Juan Porcel de Padilla qui le premier découvrit et conquit les Bracamoros; se référant aux accords conclus entre Pizarro et Almagro, Garcilaso indique que Porcel partit à la fin de l’année 1535 pour sa conquête des Bracamoros y arriva dans la région au début de l’année 1536 par le chemin le plus court et facile qu’était celui de Huancabamba et Tabaconas.
Au début de cette année sur la base des populations présentes dans la vallée, fut procédé la fondation de la première ville avec le nom de Jerez de la Frontera, processus qui fut interrompu par l’appel à l’aide de Hernando Pizarro pour mater la rébellion de Manco Inca. Après que ce fut fait, la construction de la ville fut reprise. De cette première ville ne reste aujourd’hui que des ruines abandonnées de peu de valeur archéologiques, nommées le Vieux Jaén et situées dans la province dans le district de Santa Rosa dans la province de Jaén.

### Seconde ville: La Nouvelle Jerez de la Frontera
Porcel a déplacé sa nouvelle Jerez de la Frontera de la vallée de Buchaon au site de Yuramarca, situé à cinq lieux du Vieux Jaén. Ce changement fut réalizé au début de l’année 1543 avec la fin de la construction de l’Eglise. Etant en plein consolidation de la nouvelle fille, Porcel fut de nouveau appelé par le nouveau Vice-roi Blasco Núñez de Vela mais cette fois pour lutter contre Gonzalo Pizarro. Par sa loyauté au roi et en mérite des services rendus à la couronne espagnole, le pacificateur Don Pedro de la Gasca confirma a Porcel sa conquête des Bracamoros mais cette fois pour beaucoup moins de temps.

### Fondation de la première Ville de Jaén de Bracamoros
Le capitaine Diego Palomino autorisé par le Pacificateur Pedro de la Gasca, continua la conquête initiée par Pedro Vergara. Arrivé aux bords du fleuve Chinchipe il explora le terrain où serait fondée une ville en avril 1549 avec la plantation de la croix à l’endroit où serait la Plaza de Armas. Il traça les rues et assigna des terrains à 26 colons.
Le nom qui fut donné à la nouvelle ville fut celui de Jaén de Bracamoros, Jaén en référence à la ville natale du capitaine espagnol Diego Palomino et Bracamoros afin de perpétuer le nom de la principale tribu indigène de la région. Elle était située sur une hauteur nommée Yuramarca qui se trouve à 80 kilomètres de l’actuel Jaén. Saint Léandre lui fut assigné comme patron de la ville.

### Époque de la colonie
Durant l’année 1607 l’emplacement de la première ville de Jaén de Bracamoros avait changé quatre fois, pour rester définitivement située un peu au nord de l’embranchement des fleuves Huancabamba et du Marañón, dans la petite vallée de Tomependa. L’industrie installée qui fut la plus importante fut celle de Fraguas pour forger les métaux, confectionnant machette et haches très utiles dans une région où il est nécessaire continuellement de couper les arbres et branches. Fut installé également un centre sanitaire pour toutes les malades et particulièrement pour lutter contre le paludisme. Cette ville de Jaén allait terminer son cycle de vie, puisqu’un autre lieu disposant de meilleures conditions pour vivre fut cherché. Ce changement se produisit entre les années 1804 et 1805.

### Jaén durant la vice-royauté
Depuis sa création la ville de Jaén appartient à la Vice-Royauté du Pérou, ses territoires devinrent une partie du nouveau-né Vice-royaume de Santa Fé en 1717 qui fut supprimé en 1723. Jusqu’en 1739 elle fit partie du territoire péruvien où à cette date elle fut réincorporée dans le nouveau Vice-Royaume de Santa Fe ou Grande Grenade. Les difficultés de circulation et de communication; l’énorme distance jusqu’à Santa Fe motivèrent les habitants a demandé le retour de la gestion administrative au Vice-Royaume du Pérou puisqu’ayant Lima comme capitale, la distance est bien moindre. À la fin du XVIIIè siècle fut donnée l’autorisation pour changer l’emplacement de la ville dans la vallée de la Quintana. En 1802 par décret royal la ville passa sous la gestion du Vice-Royaume péruvien. En 1805 les terrains furent répartis et commença alors la construction des premières maisons de l’actuelle ville de Jaén.

### Époque de l'indépendance
Les jaéniens convaincus de leur amour pour la liberté et pour le Pérou, se préparèrent à faire le pas décisif de leur émancipation. Ils organisèrent une assemblée publique réalisée sur la Plaza de Armas où assistèrent les délégués de Chirinos, San Ignacio, Topenda et Colasay La réunion se termina le 4 juin 1821 et tous d’une seule voix ont proclamé y juré l’Indépendance de Jaén de Bracamoros.

## Démographie
La population de Jaén a été estimée en 1999 à 85 000 habitants et en 2012 à environ 170.000 habitants. Elle poursuit donc une forte augmentation en termes de population, population qui a d’ailleurs la particularité d’être très jeune. C'était auparavant une ville assez dangereuse[réf. nécessaire], mais depuis quelques années, la délinquance a été éradiquée[réf. nécessaire]. Il reste néanmoins quelques bandes actives, notamment dans le barrio chino, quartier populaire situé au-dessous de la Plaza de Armas. Pour les étrangers, il est déconseillé de sortir après 23 h.
Il n'y a que très peu de voitures circulant en centre-ville[réf. nécessaire]. Il y a par contre une foule de moto-taxis circulant jour et nuit dans les artères de Jaén ce qui la rend bruyante et désagréable.[réf. nécessaire]

## Économie
C'est une ville relativement pauvre.[réf. nécessaire] Elle se situe loin des grandes agglomérations péruviennes. Pourtant malgré sa location dans une région montagneuse avec de nombreuses vallées et escarpements qui compliquent l'accès aux voies de communication, la ville de Jaén dispose d'une position stratégique entre les territoires côtiers de la région Lambayeque et les régions de la jungle péruvienne. C'est cet emplacement qui lui a permis un développement et un dynamisme économique basé principalement sur l'agriculture et l'exploitation minière.
La ville de Jaén et sa province sont une zone stratégique et très commerciale par les échanges commerciaux qui s’y déroulent notamment de riz et de café et autres produits principalement produits dans ses alentours. Jaén est une ville en pleine expansion devenant une solide, moderne et progressiste ville et centre agricole de la selva alta du nord-ouest du Pérou.  
Sur la base de la répartition en pourcentage de la Population Économiquement Active, on peut déduire que la structure productive de la province de Jaén est diversifiée bien que selon le Recensement nationale de 2007 les petites exploitations agricoles représentent 50,8 % de la main d’œuvre. Avec un pourcentage beaucoup plus faible suivent les services et parmi ces derniers on retrouve le secteur de l’enseignement qui regroupe 6,1 % de la population active et le premier secteur capteur de travailleurs. Parmi les autres secteurs des Services, on retrouve le commerce (5,1 %) et le secteur de la manufacture un faible 3,7 % conséquence du récent niveau de transformation industrielle qui est lié au secteur agraire.
L’activité agricole, selon la Direction Régionale Agraire rassemble 332 356 hectares situés dans des terrains variés influençant les cultures. Ainsi sur les terrains plats on retrouve la production de riz tandis que dans les plus escarpés celle de café. Cette dernière reste la base fondamentale puisqu’elle représente 15 350 producteurs avec celle du riz. Tandis que les autres produits de moindre importance sont le cacao (1 220 producteurs), maïs jaune (550 producteurs) mais aussi chirimoya (250), mangue (120) et avocat (30). Dans le domaine de l’élevage se détachent les producteurs de lait au nombre de 820 et les éleveurs de cochon d’inde avec 460 producteurs.
La province de Jaén se trouve dans le nord-ouest du Pérou et a pour capitale la ville de Jaén de Bracamoros qui possède une économie dynamique se basant sur son agriculture. Depuis 2007 s’est développée une bulle immobilière. Notamment dans les titres de propriété des terrains, conséquence des nouvelles avenues qui ont été rapidement construites et qui traversent la ville valorisant le prix des terrains situés à proximité de 400 %. Cela a considérablement bénéficié a quelques commerçants de la zone qui ont stratégiquement investi dans ces échanges très rentables.
En 2008 a été approuvée la Loi de construction de l’Université Nationale de Jaén. Ce qui permet un développement toujours plus grand de la ville.
La structure et la dynamique économique de la ville de Jaén sont déterminées directement et fortement par son capital physique, entendu ici par la richesse de son sol  et par son  emplacement géostratégique, facteurs qui la placent comme l’un des centres de production et d’exportation agricole et axe d’articulation économique le plus important de la région nord-ouest du pays. Ce qui a généré une augmentation de la population et de l’aire urbaine la définissant comme la deuxième ville la plus peuplée de la région de Cajamarca.
La ville de Jaén en plus d’être un centre de redistribution avec une dynamique propre par les flux d’entrée et de sortie des biens et des personnes qui y passent et avec de forts liens avec les autres régions comme celle de Piura, Lambayeque et de l’Amazonie. Elle possède  de grandes perspectives non seulement d’augmentation du marché pour ses produits locaux mais aussi pour devenir l’un des opérateurs logistiques de grande importance dans les secteurs économiques cités ci-dessus.

## Transport

### Transport terrestre
- À partir de Lima, Trujillo, Chiclayo et Lambayeque

Prendre la route Panaméricaine du Nord jusqu’au kilomètre 785, prendre ensuite la route Lambayeque-Olmos. Arrivé à Olmos, prendre à droite la route Interocéanique du nord et monter jusqu’au vallon de Porculla et suivre en direction de Chamaya. Ensuite prendre prendre à gauche la déviation pour la route Chamaya-Jaén.
Il existe de nombreuses compagnies de bus partir de Chiclayo qui font des trajets plusieurs fois par jour.
- À partir de Paita et Piura

Prendre la route Interocéanique du nord et suivre en direction de Cruz de Caña, Vicús, Dv. La Matanza, Querpón, Insculas, Olmos, Abra Porcuya. et suivre ensuite en direction de Pucará y Chiple  jusqu’à Chamaya. D’ici prendre à gauche la déviation qui mène à Jaén.
- À partir de Yurimaguas, Tarapoto et Moyobamba

Suivre la route Océanique du nord jusqu’à Chamaya où alors il faudra prendre la déviation jusqu’à Jaén.
- À partir de Cajamarca, Bambamarca, Huaygaloc, Chota et Cutervo

Prendre la route Cajamarca - Porcón - Bambamarca - Chota - Montán - Huambos - Cochabamba et prendre à droite la déviation à Cutervo. Suivre la direction de Santo Domingo de Capillas jusqu’à la localité de Chiple, pour prendre ensuite la route Interocéanique du nord à droite jusqu’à Chamaya. Finalement prendre la déviation pour Jaén.

### Transport aérien
L’aéroport de Jaén est situé dans le district de Bellavista à dix minutes de la ville et la connecte par voie aérienne la capitale et d’autres villes du pays connectant ainsi Jaén et le Haut Marañón avec le reste du Pérou et du monde.
Il existe des vols réguliers vers Lima, Trujillo, Chiclayo, Piura, Cajarmarca et Chachapoyas.

## Tourisme

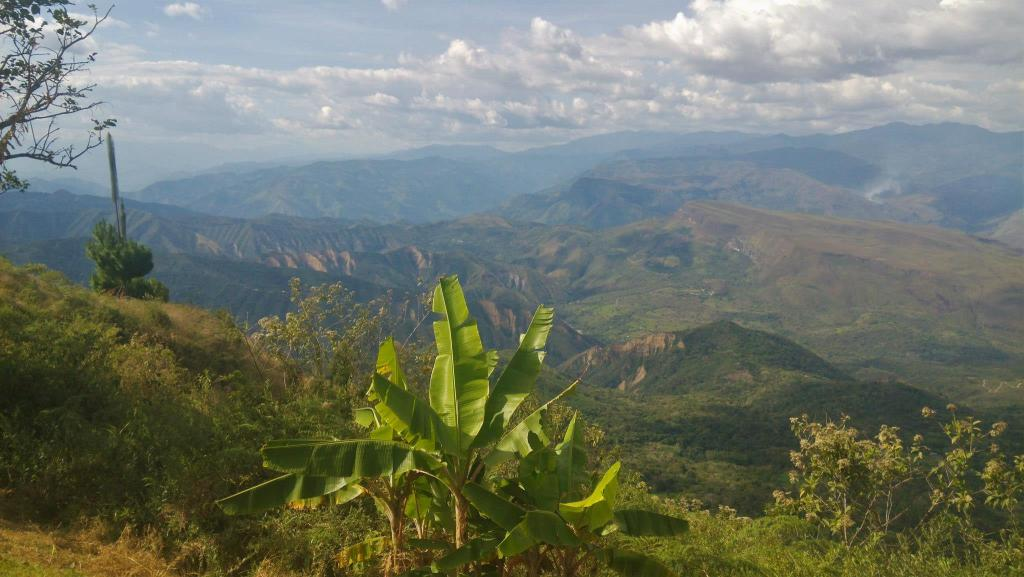
Panorama de la ville de San Ignacio

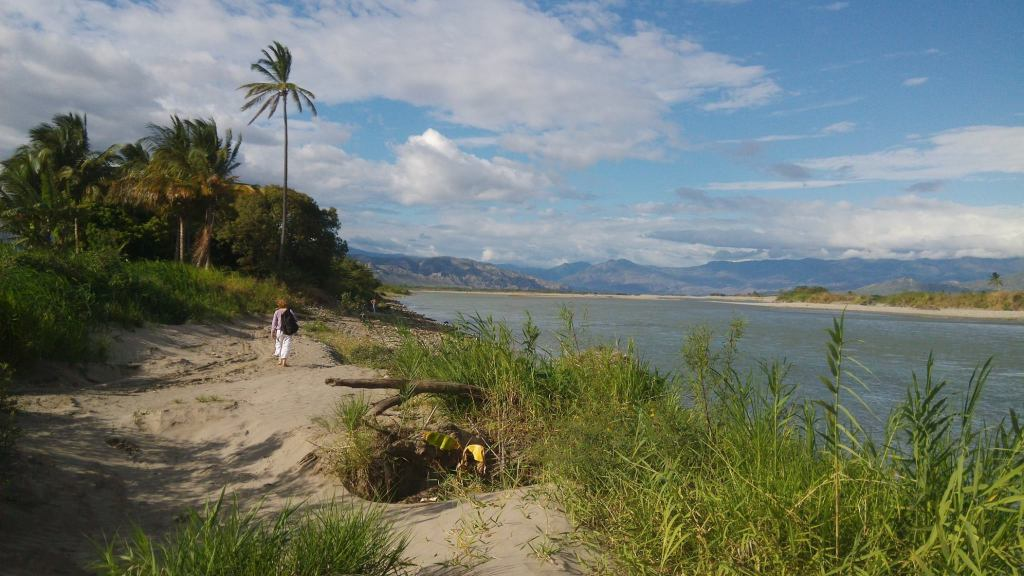
Plage de Bellavista

### Montegrande: l’origine des civilisations andines et de la culture du cacao
Le site archéologique de Montegrande a été considéré par l'archéologue Quirino Olivera comme lieu d'origines des civilisations andines en Amazonie. Dans cette pyramide énigmatique de la culture Bracamoros, plus de vingt restes de corps humains ont été découverts ainsi que des céramiques et des coquillages marins sacrés « concha spondyllus ». Le site serait daté de 5 500 ans selon l'archéologue Quirino Olivera qui est à l'origine des fouilles, ce qui expliquerait sa forme en spirale différente des autres sites archéologiques de la région qui sont plus récents. Ce site contenant une architecture complexe jamais découverte auparavant dans la Selva fait découvrir au public le caractère religieux qu'entretenait les populations à ce lieu mais met également en évidence une route du cacao qui semblerait être la plus vieille d'Amérique puisqu'elle serait 2 000 ans plus vieille que celle des cultures d'Amérique Centrale. Ce site est donc aujourd'hui d'une importance majeure pour comprendre la culture et l'histoire de la région et constitue un élément essentiel de la valorisation du patrimoine historique de la région.

### San Ignacio
San Ignacio est une province voisine de celle de Jaén. Fondé sur un territoire peuplé de tribus tels que les Huaros, Chirinos, Huambisas et les Pakamuros. Cette province héberge de nombreux lieux archéologiques, touristiques et naturels très importants tels que les peintures rupestres de Faical. La présence des montagnes et de la forêt tropicale environnante où l'on trouve de nombreuses chutes d'eau offrant depuis les hauteurs de la ville un panorama grandiose et des paysages fort agréables agréable à parcourir en effectuant des balades dans les alentours.

### Plage de Bellavista
La plage de Bellavista est situé dans le district du même nom et se trouve à peu de distance de la ville de Jaén. Ce district abrite la station balnéaire de Bellavista situé à 10 minutes de marche de la ville et constitue un lieu de détente privilégié au bord du fleuve Marañon. Il est possible de faire des balades en bateau. En été, le fleuve se rétrécit pour laisser place à une longue étendue de sable. Le contraste des couleurs forme un cadre et en fait un lieu privilégié des vacanciers. Toutefois il est nécessaire de faire attention à la baignade qui reste dangereuse du fait d'un fort courant. 
La lagune bleue de Huanrango

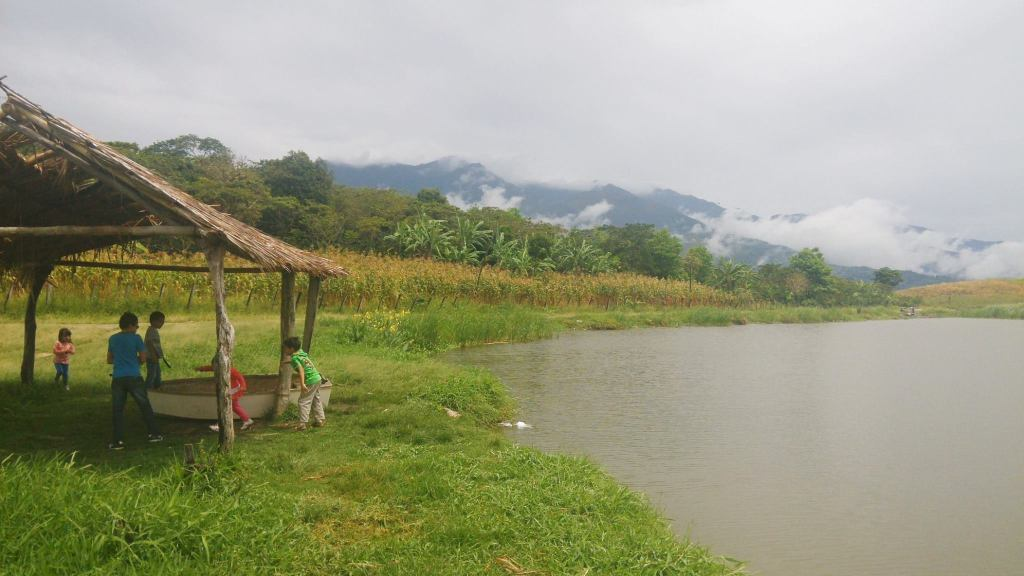
Lagune de Huanrango

Située dans le district de Huarango, province de San Ignacio dans la région de Cajamarca, la lagune bleue s’étend sur un kilomètre de long pour 600 mètres de large et atteint une profondeur de 25 mètres.
Entourée de larges étendues de pâturages, le haut lieu du tourisme local et du patrimoine naturel régional offre un contraste de couleurs très apprécié et enchanteur.
Baptisée de par les reflets toujours azur de ses eaux, c’est également un lieu de pêche qu’il vous est possible de visiter en barque et accompagné d’un guide.

### Les chutes d'eau de San Andrés

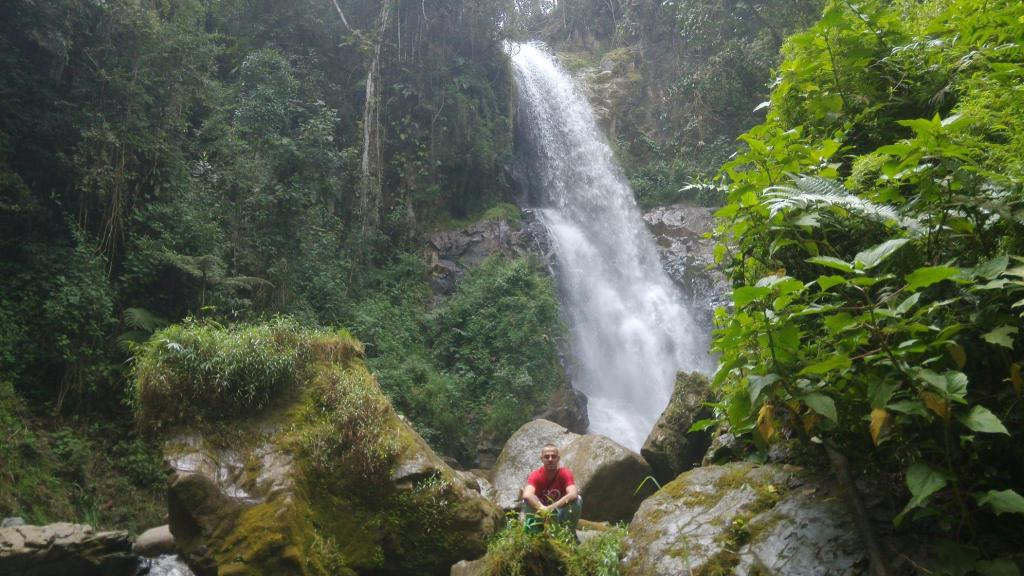
Chutes d'eau de San Andrés

Situées à environ une heure de la ville de Jaén, ces chutes d'eau sont également connues sous le nom de "Cataratas San Andrés". Il est préférable de visiter ces éléments importants du patrimoine naturel de la province de Jaén entre novembre et juin puisque de par des pluies plus importantes, le flux des chutes d'eau n'est en que plus impressionnant. Ces cascades sont entourées des décors de la jungle tropicale avec ses oiseaux, sa végétation luxuriante et son climat humide, tant de caractéristiques qui en font un lieu très apprécié pour des marches à travers les chemins de la jungle et de la montagne.